# エベレット・ギャリソン
エドマンド・エベレット・ギャリソン,（英:Edmund Everett Garrison 1893年 - 1975年）は、アメリカ合衆国の構造エンジニア、電気技術者であり、バンブーフライロッド製作者として知られ、”A Master’s Guide To Building A Bamboo Fly Rod”を著した。ギャリソンが生み出したデザインや方法論は、世代を超えてバンブーフライロッド製作者たちに利用されてきた。彼のロッドは高額なコレクターズアイテムになっている。

## 初期
1893年の冬、ニューヨーク州ヨンカーズでオランダ系の家に生まれる。父はコロンビア大学で２つの学位を取得したエンジニアだった。一家はハドソン川沿いで蒸気船の事業を所有、操業していた。。エベレットはヨンカースで育ち、電気工学を学ぶためユニオンカレッジにて学び、1916年に学位を取得した。カーチス・ライトにて金属試験業務を経て、後に鉄道建設に携わる。ニューヨーク、スタテンアイランドに居を構え、シャーロット・ゴフと結婚した。

## バンブーロッド製作の革新者
1922年、ギャリソンは”The Idyll of the Split-Bamboo”の著者ジョージ・パーカー・ホールデンに出会う。ゴルフクラブのシャフトの性能を向上させるための竹の構造に興味を持ち、ヨンカースのホールデン宅に通うようになった。２人とも熱心なゴルファーであると同時に、フライフィッシングへの情熱を分かち合った。ここではじめて、ギャリソンはバンブーフライロッド製作に着手した。.
1927年、第２子誕生の前、神経疾患とうつ病を患った。この頃に、彼は革新的なバンブーロッドのデザインに着手した。その他の多くの製作者たちが経験則に依拠するのに対し、ギャリソンは工学における原則を用い、革命的なテーパーデザインへの基礎を創り出した。病床に伏しながらも彼はキャスティングの力学とバンブーフライロッドの物理学的側面に対する理解を用い、応力解析の公式を応用して、フライロッドの寸法を計算するための基礎とした。
エベレット・ギャリソンの名は、フライフィッシングにおいてその他多くの足跡を残した。チャールズ・リッツの過去のプロトタイプを表現するために、彼はパラボリックという概念を発案した。また、竹材を割くための道具や可変式のプレーニングフォーム、.001インチ単位の公差で調整可能なバインダーなど、今日でも広く使われるツールを産み出した。
ギャリソンが賞賛を得たのは、作家のジョン・オールデン・ナイトや１９３３年にロッド製作を教えたアングラーズクラブオブニューヨークのメンバーたちのためにロッドを製作した時である。ジョン・オールデン・ナイトは著書”The Modern Angler”の中で、ギャリソンを繊細かつ極めて精度の高い職人であると記述している。
ギャリソンのロッドは、デザインや構造に対する彼の精神を反映している。彼のキャリアを通して作られた比較的少数のロッドは、シンプルなデザインを通して得られる実用指向のクラフトマンシップを企図して造られた。その美しさは装飾性や衒いとは無縁であった。
1972年に構造エンジニアの職を辞するまでは終業後の夜や週末をロッド製作に充て、以降、1974年に体調が悪化するまではフルタイムでロッド製作や道具の製作を行った。1975年2月8日、ニューヨーク州オシニングで息を引き取った。生涯を通したロッド生産本数はおよそ650本と推定されている。
ホギー・カーマイケルがギャリソンに師事した時に、”Creating The Garrison Fly Rod”というドキュメンタリーを撮った。カーマイケルとギャリソンは、ギャリソンが亡くなった時に時に共同の著作にとりかかっていた。メモや記録、写真などを頼りに、カーマイケルは原稿を完成させた。1977年に出版されたその著作によって、趣味のビルダーやファンたちが、それまで秘密に包まれていた製造方法を利用できるようになった。